# Смиттон (Тасмания)
Смиттон (англ. Smithton) — город (town) на северо-западе Тасмании (Австралия), недалеко от Бассова пролива. Согласно переписи 2016 года, население Смиттона составляло 3275 человек.

## География

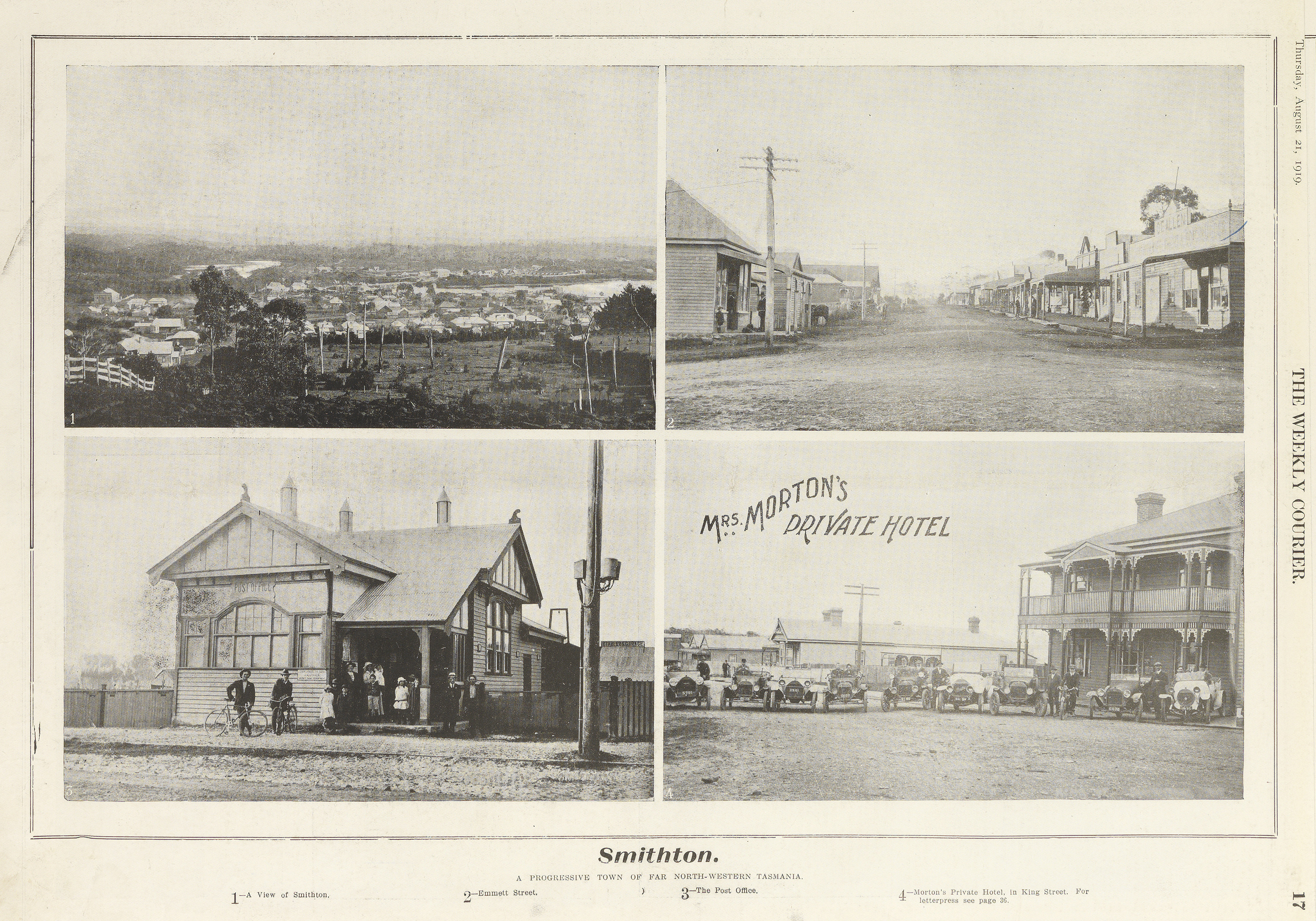
Архивные фотографии Смиттона (1919)

Город Смиттон находится у самой северо-западной оконечности Тасмании, в устье реки Дак (Duck River — «утиная река»), где она впадает в небольшой одноимённый залив (Duck Bay), соединённый с Бассовым проливом. В 19 км западнее Смиттона протекает река Монтегю (Montagu River).
Река Дак разделяет город на западную и восточную части, которые соединены мостом. Западная часть, в которой расположен центр города, находится в низине, а восточная часть холмистая, и в ней располагаются частные дома с видом на реку.

## История
Поселение образовалось в 1856 году, но поначалу рост населения был очень медленным — до тех пор, пока в 1880-х годах в этих краях не стала развиваться заготовка древесины. К 1877 году в районе Смиттона проживало около 200 человек.
Вскоре долина реки Дак стала центром Тасмании по заготовке древесины. На вырубленных участках развивались фермерские хозяйства. К началу 1920-х годов Смиттон стал более крупным городом, чем близлежащий Стэнли, и вскоре в Смиттон переместился центр района местного управления Сёркулар-Хед (Circular Head Council).

## Население
Согласно переписи населения 2016 года, население Смиттона составляло 3275 человек, 49,2 % мужчин и 50,8 % женщин. Средний возраст жителей Смиттона составлял 41 год.
| 1996 | 2001 | 2006 | 2011 | 2016 |
| ---- | ---- | ---- | ---- | ---- |
| 3313 | 3142 | 3361 | 3240 | 3275 |

## Транспорт
У южной оконечности Смиттона проходит автомобильная дорога  Басс-Хайвей (Bass Highway), соединяющая его с другими городами на северном побережье Тасмании — 86 км до Берни, 135 км до Девонпорта, и 246 км до Лонсестона.
Недалеко от Смиттона от автомобильной дороги  Басс Хайвей на север ответвляется дорога  Стэнли Хайвей (Stanley Highway), ведущая к городу Стэнли. Расстояние от Смиттона до Стэнли — 21 км.
Аэропорт Смиттона (Smithton Airport) находится в пяти километрах западнее центра города — небольшой региональный аэропорт (ИАТА: SIO, ИКАО: YSMI).